# Z Odstrzeloną Basztą

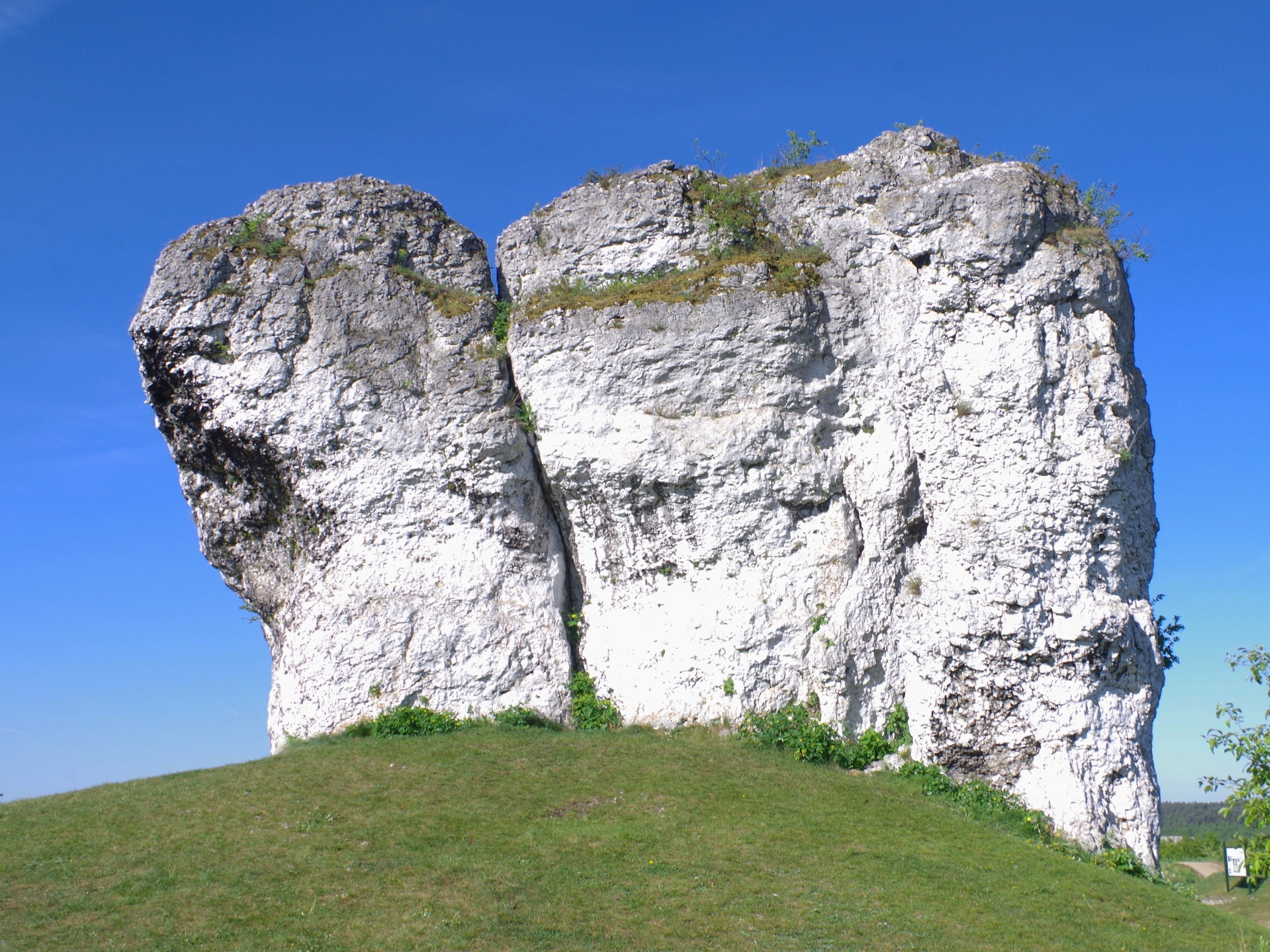

Z Odstrzeloną Basztą – skała na Wyżynie Częstochowskiej w miejscowości Mirów, w gminie Niegowa, w powiecie myszkowskim, województwie śląskim. Znajduje się w odkrytym terenie po wschodniej stronie Zamku w Mirowie i jest jedną z Mirowskich Skał.
Zbudowana z wapieni skała ma wysokość 7–12 m. Znajdują się w niej takie formacje skalne, jak: pionowe ściany, przewieszenie, filar i komin. Ściany wspinaczkowe o wystawie zachodniej, północno-zachodniej, północnej, południowo-wschodniej i południowej. Wspinacze zaliczają ją do grupy Skał przy Zamku. Poprowadzili na niej 7 dróg wspinaczkowych o trudności III – VI.1 w skali Kurtyki. Wspinaczka w większości przy własnej asekuracji.

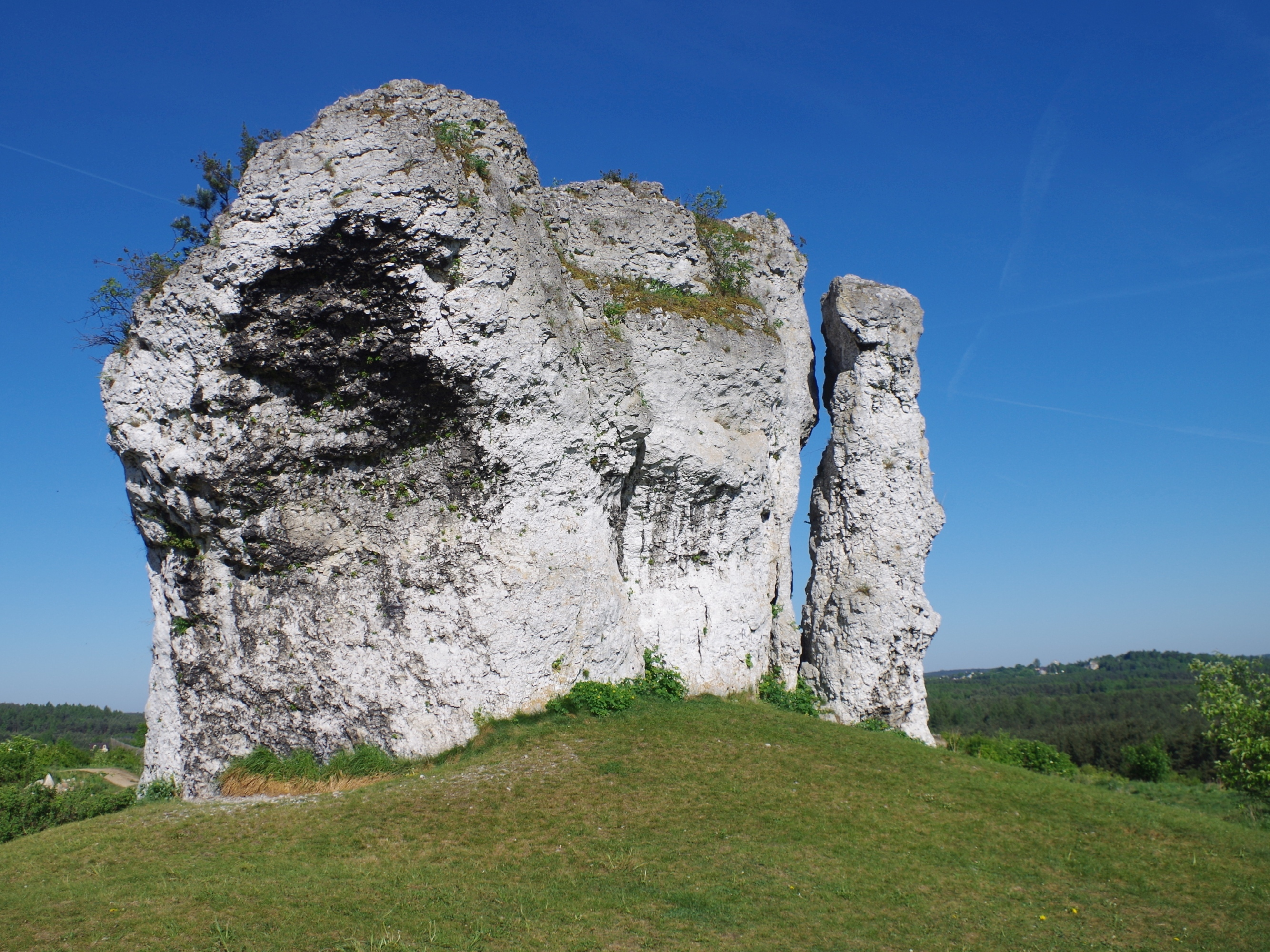